# Купченей
Купченей — река в России, протекает по Ермекеевскому району Башкортостана.
Начинается севернее села Купченеево. Течёт в южном направлении и впадает в реку Ря в черте села Ермекеево. Устье Купченея находится в 16 км по правому берегу реки Ря.
Длина реки составляет 11 км, площадь водосборного бассейна — 32,8 км².

## Данные водного реестра
По данным государственного водного реестра России относится к Камскому бассейновому округу, водохозяйственный участок реки — Ик от истока и до устья, речной подбассейн реки — бассейны притоков Камы до впадения Белой. Речной бассейн реки — Кама.
Код объекта в государственном водном реестре — 10010101312111100027896.